# Pauline en la playa (película)
Pauline à la plage es una película francesa de Éric Rohmer. Fue estrenada en 1983.

## Argumento
En unas vacaciones estivales en Granville (Normandía), Marion está con su joven prima Pauline, una orgullosa y sensible adolescente que descubre los juegos del amor con Sylvain, un joven que busca a una chica de su edad. Marion se encuentra allí con un antiguo amor (Pierre), que aún la quiere, y un etnólogo divorciado llamado Henry, cuyo objetivo es aprovechar la vida y las situaciones, independientemente de las consecuencias perjudiciales que pueda ocasionar a los demás.

## Premios
33.ª edición del Festival de Berlín
| Categoría                         | Candidato                     | Resultado |
| --------------------------------- | ----------------------------- | --------- |
| Oso de Plata a la mejor dirección | Éric Rohmer                   | Ganador   |
| Premio de la crítica FIPRESCI     | Premio de la crítica FIPRESCI | Ganadora  |

- Datos: Q1848742